# Aumerval
Aumerval est une commune française située dans le département du Pas-de-Calais en région Hauts-de-France. Ses habitants sont appelés les Aumervalois.
La commune fait partie de la communauté de communes du Ternois qui regroupe 103 communes et compte 37 469 habitants en 2021.

## Géographie

### Localisation
Localisée dans le centre-est du département du Pas-de-Calais,Aumerval se situe, à vol d'oiseau, à 5 km à l'ouest de la commune d'Auchel, à 17 km à l'ouest de la commune de Béthune et à 34 km au nord-ouest de la commune d’Arras (chef-lieu d'arrondissement).
Le territoire de la commune est limitrophe de ceux de six communes.
Les communes limitrophes sont Amettes, Pernes, Sachin, Bailleul-lès-Pernes, Ferfay et Floringhem.

### Géologie et relief
La superficie de la commune est de 3,42 km2 ; son altitude varie de 98  à   180 mètres.
On distingue dans la commune (également visible sur la carte géologique), quelques affleurements tertiaires, comme aussi dans la proche région à Burbure, Divion, Bourecq, Fléchin. Ces affleurements du cénozoïques peuvent abriter une flore originale[réf. nécessaire].

### Hydrographie

#### Réseau hydrographique
Le territoire de la commune est situé dans le bassin Artois-Picardie. Elle est drainée par le Burbure, d'une longueur de 3,68 km,,.

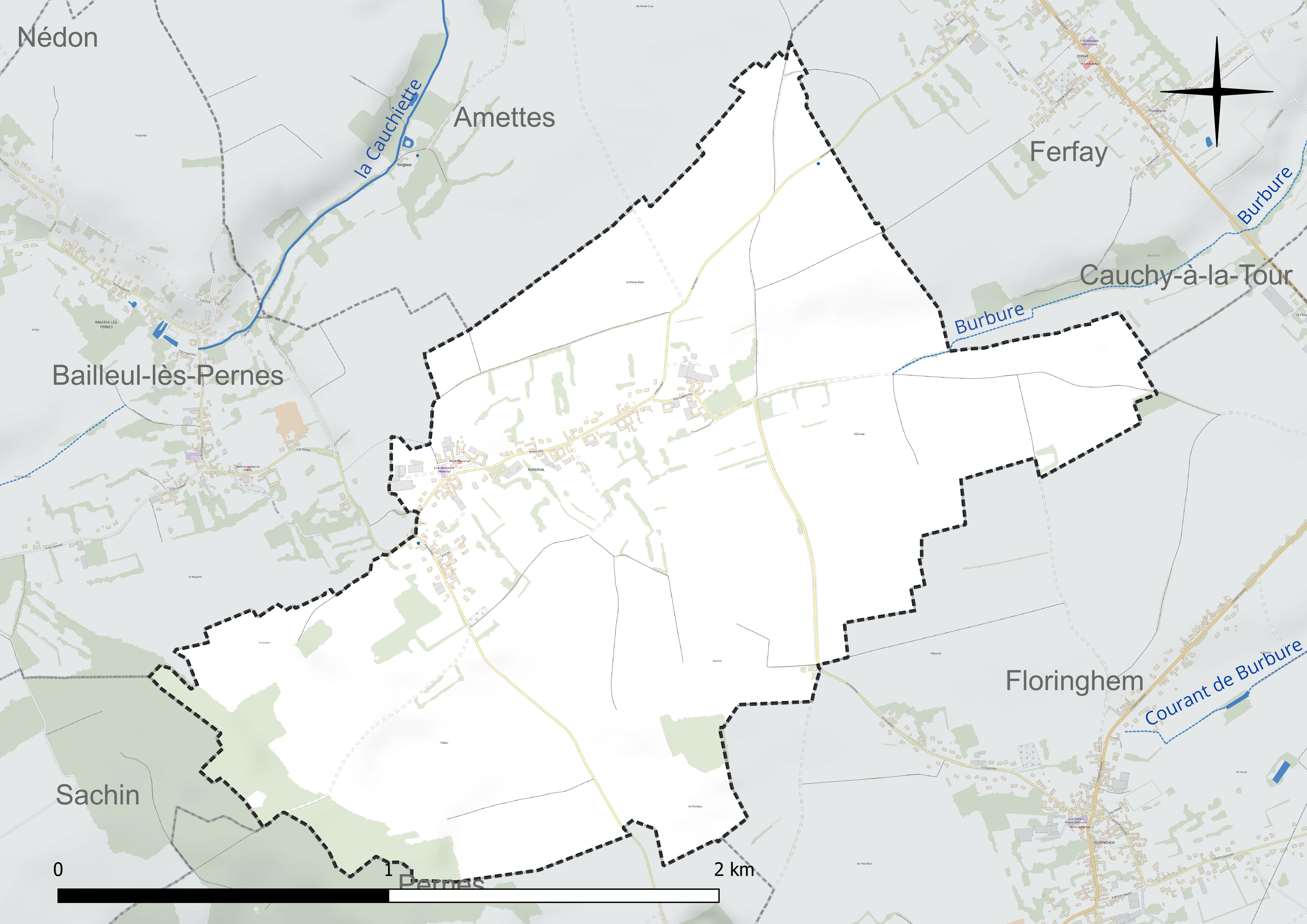
Réseau hydrographique d'Aumerval.

#### Gestion et qualité des eaux
Le territoire communal est couvert par le schéma d'aménagement et de gestion des eaux (SAGE) « Lys ». Ce document de planification concerne un territoire de 1 835 km2 de superficie, délimité par le bassin versant de la Lys. Le périmètre a été arrêté le 29 mai 1995 et le SAGE proprement dit a été approuvé le 6 août 2010, puis révisé le 20 septembre 2019. La structure porteuse de l'élaboration et de la mise en œuvre est le syndicat mixte pour l'élaboration du SAGE de la Lys (SYMSAGEL).
La qualité des cours d'eau peut être consultée sur un site dédié géré par les agences de l'eau et l'Agence française pour la biodiversité.

### Climat
Pour des articles plus généraux, voir Climat des Hauts-de-France et Climat du Pas-de-Calais.
En 2010, le climat de la commune est de type climat océanique franc, selon une étude du CNRS s'appuyant sur une série de données couvrant la période 1971-2000. En 2020, Météo-France publie une typologie des climats de la France métropolitaine dans laquelle la commune est exposée à un climat océanique et est dans la région climatique Côtes de la Manche orientale, caractérisée par un faible ensoleillement (1 550 h/an) ; forte humidité de l'air (plus de 20 h/jour avec humidité relative > 80 % en hiver), vents forts fréquents.
Pour la période 1971-2000, la température annuelle moyenne est de 9,8 °C, avec une amplitude thermique annuelle de 13,7 °C. Le cumul annuel moyen de précipitations est de 919 mm, avec 13,2 jours de précipitations en janvier et 9,5 jours en juillet. Pour la période 1991-2020, la température moyenne annuelle observée sur la station météorologique la plus proche, située sur la commune de Fiefs à 5 km à vol d'oiseau, est de 10,4 °C et le cumul annuel moyen de précipitations est de 1 070,6 mm,. Pour l'avenir, les paramètres climatiques de la commune estimés pour 2050 selon différents scénarios d'émission de gaz à effet de serre sont consultables sur un site dédié publié par Météo-France en novembre 2022.
| Mois                                  | jan.             | fév.             | mars             | avril         | mai           | juin            | jui.           | août         | sep.           | oct.            | nov.            | déc.             | année      |
| ------------------------------------- | ---------------- | ---------------- | ---------------- | ------------- | ------------- | --------------- | -------------- | ------------ | -------------- | --------------- | --------------- | ---------------- | ---------- |
| Température minimale moyenne (°C)     | 1,1              | 1,2              | 2,8              | 4,7           | 7,8           | 10,7            | 12,8           | 12,9         | 10,4           | 7,6             | 4,3             | 1,8              | 6,5        |
| Température moyenne (°C)              | 3,5              | 4                | 6,6              | 9,4           | 12,7          | 15,5            | 17,7           | 17,8         | 14,9           | 11,1            | 7               | 4,2              | 10,4       |
| Température maximale moyenne (°C)     | 6                | 6,9              | 10,3             | 14,2          | 17,6          | 20,4            | 22,7           | 22,7         | 19,3           | 14,7            | 9,7             | 6,6              | 14,3       |
| Record de froid (°C) date du record   | −18,5 09.01.1985 | −17,5 23.02.1956 | −13,9 07.03.1971 | −6 25.04.1955 | −5 02.05.1960 | −3,2 02.06.1962 | 3,2 04.07.1964 | 4 29.08.1964 | 0,2 30.09.1954 | −6 29.10.1997   | −11 30.11.1978  | −12,9 29.12.1996 | −18,5 1985 |
| Record de chaleur (°C) date du record | 15,2 01.01.22    | 19,8 28.02.1960  | 25,1 31.03.21    | 27 29.04.1955 | 34 25.05.1953 | 35,5 30.06.1957 | 40,6 25.07.19  | 37 10.08.03  | 33,6 09.09.23  | 30,8 01.10.1959 | 19,5 06.11.1955 | 17 01.12.00      | 40,6 2019  |
| Précipitations (mm)                   | 103,9            | 86,5             | 76,4             | 64,4          | 76,4          | 74,4            | 80,7           | 85,1         | 83,3           | 100,9           | 112,8           | 125,8            | 1 070,6    |

### Milieux naturels et biodiversité

#### Zone naturelle d'intérêt écologique, faunistique et floristique
L'inventaire des zones naturelles d'intérêt écologique, faunistique et floristique (ZNIEFF) a pour objectif de réaliser une couverture des zones les plus intéressantes sur le plan écologique, essentiellement dans la perspective d'améliorer la connaissance du patrimoine naturel national et de fournir aux différents décideurs un outil d'aide à la prise en compte de l'environnement dans l'aménagement du territoire.
Le territoire communal comprend une ZNIEFF de type 1 : le coteau et le bois de Pernes, d'une superficie de 171 ha et d'une altitude variant de 103  à   177 mètres. Ce site est un ancien lieu d'activité agropastorale du Béthunois lors du siècle précédent.

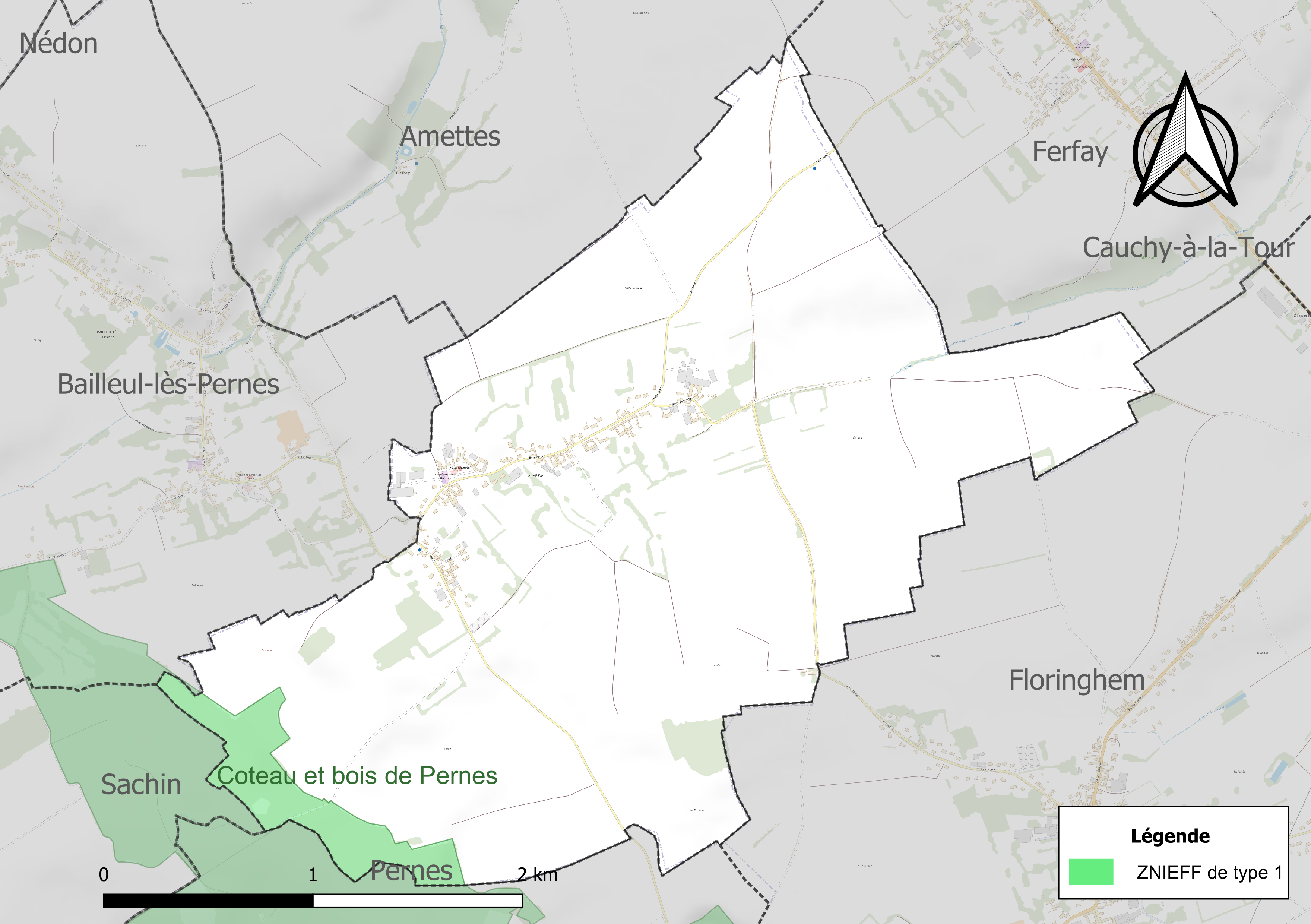
Carte de la ZNIEFF sur la commune.

## Urbanisme

### Typologie
Au 1er janvier 2024, Aumerval est catégorisée commune rurale à habitat dispersé, selon la nouvelle grille communale de densité à sept niveaux définie par l'Insee en 2022.
Elle est située hors unité urbaine. Par ailleurs la commune fait partie de l'aire d'attraction d'Auchel - Lillers, dont elle est une commune de la couronne,. Cette aire, qui regroupe 29 communes, est catégorisée dans les aires de 50 000 à moins de 200 000 habitants,.

### Occupation des sols
L'occupation des sols de la commune, telle qu'elle ressort de la base de données européenne d'occupation biophysique des sols Corine Land Cover (CLC), est marquée par l'importance des territoires agricoles (90,4 % en 2018), en diminution par rapport à 1990 (92,8 %). La répartition détaillée en 2018 est la suivante : 
terres arables (72,7 %), prairies (17,7 %), zones urbanisées (5 %), forêts (4,6 %). L'évolution de l'occupation des sols de la commune et de ses infrastructures peut être observée sur les différentes représentations cartographiques du territoire : la carte de Cassini (XVIIIe siècle), la carte d'état-major (1820-1866) et les cartes ou photos aériennes de l'IGN pour la période actuelle (1950 à aujourd'hui).

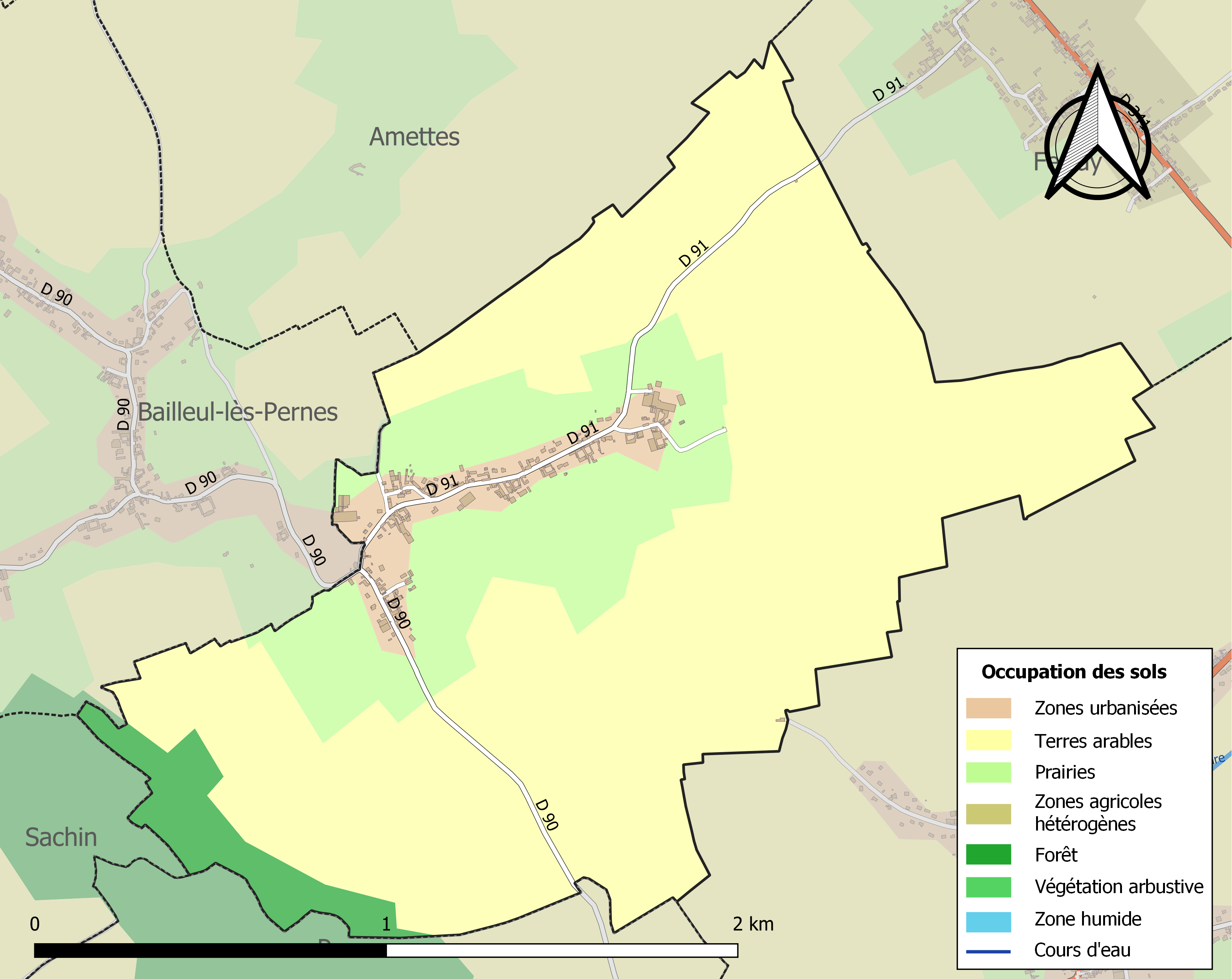
Carte des infrastructures et de l'occupation des sols de la commune en 2018 (CLC).

## Toponymie
Le nom de la localité est attesté sous les formes Amerval (1278) ; Aumereval (1422) ; Omerval (1444) ; Amierval (1469) ; Aumereval (xve siècle) ; Ammerval (1516).

## Histoire
La commune est connue pour avoir été le lieu de « l'affaire de la petite Vendée du Nord », qui vit, le 25 août 1793, les garnisons voisines d'Aire, Béthune et Frévent entourer le bois de Bailleul, pour mater des jeunes conscrits qui, au lieu de se rendre au bureau de recrutement, s'étaient rendus à la ducasse d'Aumerval, où ils avaient bu plus que de raison, coupé des arbres de la liberté et bousculés des notables patriotes, sonné l'alarme, pris des armes !
La répression aux ordres de Darthé, administrateur du Pas-de-Calais et Joseph Lebon, de la Convention, criant au soulèvement contre-révolutionnaire fut terrible : 19 guillotinés (dont 17 hommes et deux femmes) et 60 personnes emprisonnées,.
Pendant la Première Guerre mondiale, des troupes françaises relevées du front de l'Artois sont venues en cantonnement de repos sur Aumerval, par exemple en août 1915.

## Politique et administration

### Découpage territorial
La commune se trouve dans l'arrondissement d'Arras du département du Pas-de-Calais.

#### Commune et intercommunalités
La commune faisait partie de la petite communauté de communes du Pernois créée fin 1993.
Dans le cadre de la réforme des collectivités territoriales françaises, par la loi de réforme des collectivités territoriales du 16 décembre 2010 (dite loi RCT)  destinée à permettre notamment l'intégration de la totalité des communes dans un EPCI à fiscalité propre, la suppression des enclaves et discontinuités territoriales et les modalités de rationalisation des périmètres des établissements publics de coopération intercommunale et des syndicats mixtes existants, cette intercommunalité fusionne avec sa voisine, la communauté de communes du pays d'Heuchin, formant le 1er janvier 2013 la communauté de communes des Vertes Collines du Saint-Polois.
Un nouveau mouvement de regroupement intercommunal intervient dans le cadre des dispositions de la loi portant nouvelle organisation territoriale de la République (Loi NOTRe) du 7 août 2015, qui prévoit que les établissements publics de coopération intercommunale (EPCI) à fiscalité propre doivent avoir un minimum de 15 000 habitants. À l'initiative des intercommunalités concernées, la Commission départementale de coopération intercommunale (CDCI) adopte le 26 février 2016 le principe de la fusion de : 

- la communauté de communes de l'Auxillois, regroupant 16 communes dont une de la Somme et 5 217 habitants ;

- la communauté de communes de la région de Frévent, regroupant 12 communes et 6 567 habitants ;

- de la communauté de communes des Vertes Collines du Saint-Polois, regroupant 58 communes et 19 585 habitants

- de la communauté de communes du Pernois, regroupant 18 communes et 7 114 habitants. Le schéma départemental de coopération intercommunale (SDCI), intégrant notamment cette évolution, est approuvé par un arrêté préfectoral du 30 mars 2016,.
La communauté de communes du Ternois, qui résulte de cette fusion et dont la commune fait désormais partie, est créée par un arrêté préfectoral qui a pris effet le 1er janvier 2017.

#### Circonscriptions administratives
La commune faisait partie depuis 1801 du canton d'Heuchin. Dans le cadre du redécoupage cantonal de 2014 en France, la commune est intégrée au canton de Saint-Pol-sur-Ternoise.

#### Circonscriptions électorales
Pour l'élection des députés, la commune fait partie de la sixième circonscription du Pas-de-Calais.

### Élections municipales et communautaires

#### Liste des maires
| Période                                  | Période                       | Identité       | Étiquette | Qualité                         |
| ---------------------------------------- | ----------------------------- | -------------- | --------- | ------------------------------- |
| Les données manquantes sont à compléter. |                               |                |           |                                 |
| avant 1995                               | 1995                          | André Couvreur |           |                                 |
| 1995                                     | 2020                          | Michel Crépin  |           | Réélu pour le mandat 2014-2020, |
| 28 mai 2020                              | En cours (au 31 janvier 2022) | Dany Delerue   |           | Ancien employé,                 |

### Remembrement foncier
Un remembrement est en cours depuis 2004, et devrait permettre notamment de réduire le nombre de propriétaires de terrains, qui s'élève en 2016 à plus de 400, héritage de l'époque des mineurs, qui étaient propriétaires de jardins maraîchers afin de nourrir leurs familles.

## Équipements et services publics

### Enseignement

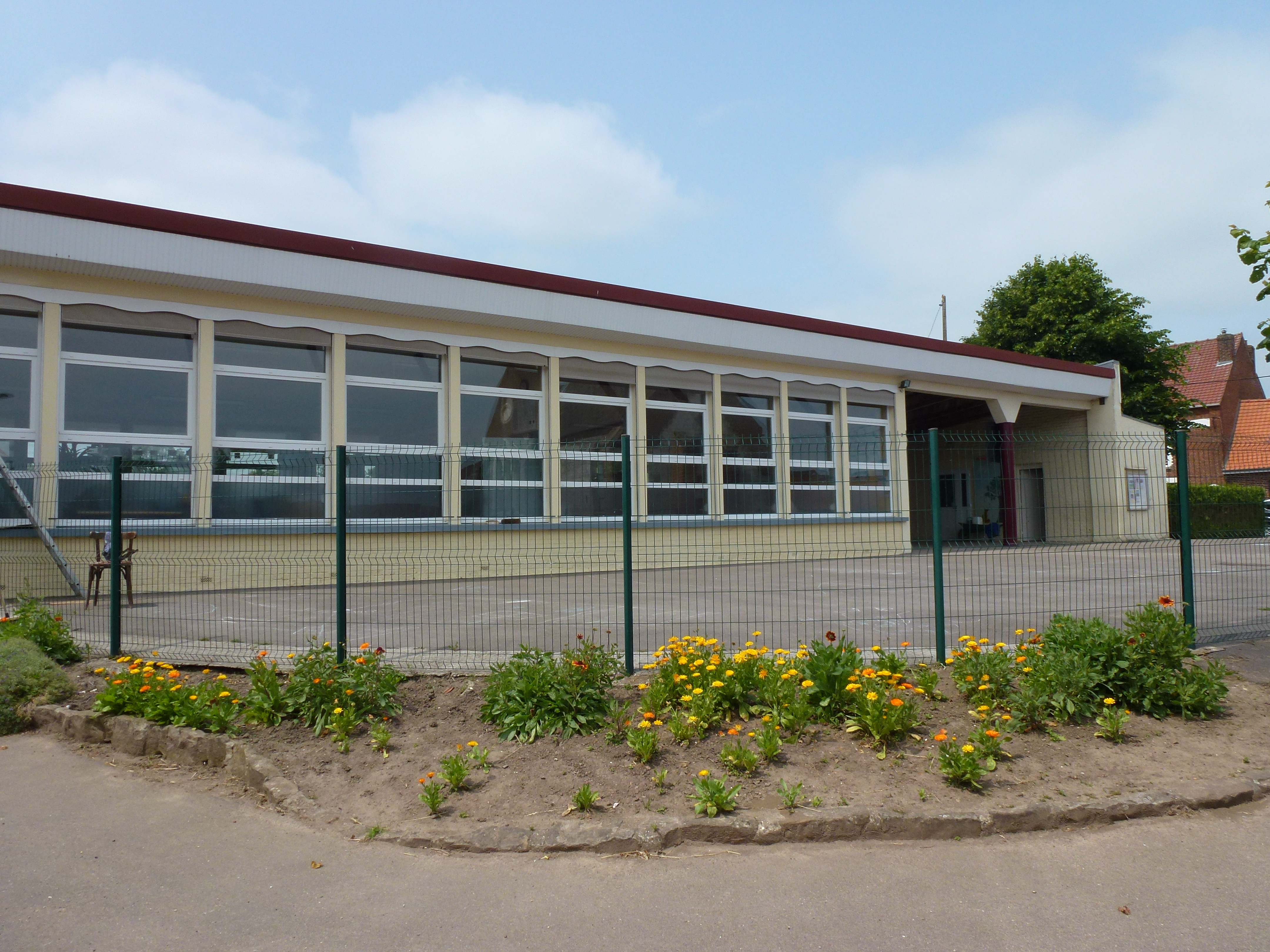
L'école, en 2013.

Les enfants de la commune sont scolarisés au sein d'un regroupement pédagogique intercommunal de 112 élèves à la rentrée 2016-2017 et rassemblant Bailleul-lès-Pernes, Nédon, Nédonchel, Aumerval et Fontaine-lès-Hermans, dont deux des classes sont implantées dans la commune. La cantine et la garderie sont, elles situées à Bailleul

### Équipements communaux
La commune s'est dotée en 2014 d'une salle multifonction d'environ 230 m2, destinée à la fois à servir de salle des fêtes et de salle de sports, notamment pour les centres de loisirs de l'intercommunalité.

### Justice, sécurité, secours et défense
La commune dépend du tribunal judiciaire d'Arras, du conseil de prud'hommes d'Arras, de la cour d'appel de Douai, du tribunal de commerce d'Arras, du tribunal administratif de Lille, de la cour administrative d'appel de Douai et du tribunal pour enfants d'Arras.

## Population et société

### Démographie
Les habitants de la commune sont appelés les Aumervalois.

#### Évolution démographique
L'évolution du nombre d'habitants est connue à travers les recensements de la population effectués dans la commune depuis 1793. Pour les communes de moins de 10 000 habitants, une enquête de recensement portant sur toute la population est réalisée tous les cinq ans, les populations de référence des années intermédiaires étant quant à elles estimées par interpolation ou extrapolation. Pour la commune, le premier recensement exhaustif entrant dans le cadre du nouveau dispositif a été réalisé en 2008.

En 2022, la commune comptait 194 habitants, en évolution de −1,52 % par rapport à 2016 (Pas-de-Calais : −0,72 %, France hors Mayotte : +2,11 %).
| 1793 | 1800 | 1806 | 1821 | 1831 | 1836 | 1841 | 1846 | 1851 |
| ---- | ---- | ---- | ---- | ---- | ---- | ---- | ---- | ---- |
| 224  | 339  | 198  | 266  | 257  | 240  | 232  | 206  | 215  |

| 1856 | 1861 | 1866 | 1872 | 1876 | 1881 | 1886 | 1891 | 1896 |
| ---- | ---- | ---- | ---- | ---- | ---- | ---- | ---- | ---- |
| 204  | 205  | 205  | 235  | 255  | 222  | 219  | 217  | 241  |

| 1901 | 1906 | 1911 | 1921 | 1926 | 1931 | 1936 | 1946 | 1954 |
| ---- | ---- | ---- | ---- | ---- | ---- | ---- | ---- | ---- |
| 273  | 275  | 281  | 305  | 295  | 279  | 279  | 277  | 234  |

| 1962 | 1968 | 1975 | 1982 | 1990 | 1999 | 2006 | 2008 | 2013 |
| ---- | ---- | ---- | ---- | ---- | ---- | ---- | ---- | ---- |
| 240  | 224  | 212  | 190  | 173  | 191  | 191  | 191  | 200  |

| 2018 | 2022 | - | - | - | - | - | - | - |
| ---- | ---- | - | - | - | - | - | - | - |
| 200  | 194  | - | - | - | - | - | - | - |

#### Pyramide des âges
En 2018, le taux de personnes d'un âge inférieur à 30 ans s'élève à 34,5 %, soit en dessous de la moyenne départementale (36,7 %). À l'inverse, le taux de personnes d'âge supérieur à 60 ans est de 21,5 % la même année, alors qu'il est de 24,9 % au niveau départemental.
En 2018, la commune comptait 92 hommes pour 108 femmes, soit un taux de 54 % de femmes, largement supérieur au taux départemental (51,5 %).
Les pyramides des âges de la commune et du département s'établissent comme suit.
| Hommes | Classe d’âge | Femmes |
| ------ | ------------ | ------ |
| 0,0    | 90 ou +      | 1,9    |
| 4,3    | 75-89 ans    | 6,5    |
| 15,2   | 60-74 ans    | 14,8   |
| 29,3   | 45-59 ans    | 26,9   |
| 17,4   | 30-44 ans    | 14,8   |
| 14,1   | 15-29 ans    | 13,0   |
| 19,6   | 0-14 ans     | 22,2   |

| Hommes | Classe d’âge | Femmes |
| ------ | ------------ | ------ |
| 0,5    | 90 ou +      | 1,6    |
| 5,6    | 75-89 ans    | 8,9    |
| 16,7   | 60-74 ans    | 18,1   |
| 20,2   | 45-59 ans    | 19,2   |
| 18,9   | 30-44 ans    | 18,1   |
| 18,2   | 15-29 ans    | 16,2   |
| 19,9   | 0-14 ans     | 17,9   |

## Économie

### Entreprises et commerces
Le village compte en 2016 trois entreprises agricoles, ainsi que les transports Crépin qui, avec leurs 12 salariés, constituent l'entreprise la plus importante du village, une entreprise de menuiseries bois et PVC, un ferronnier-chaudronnier, une d'activités sportives et de loisirs, un élevage de chevaux et un commerçant de détail.

## Culture locale et patrimoine

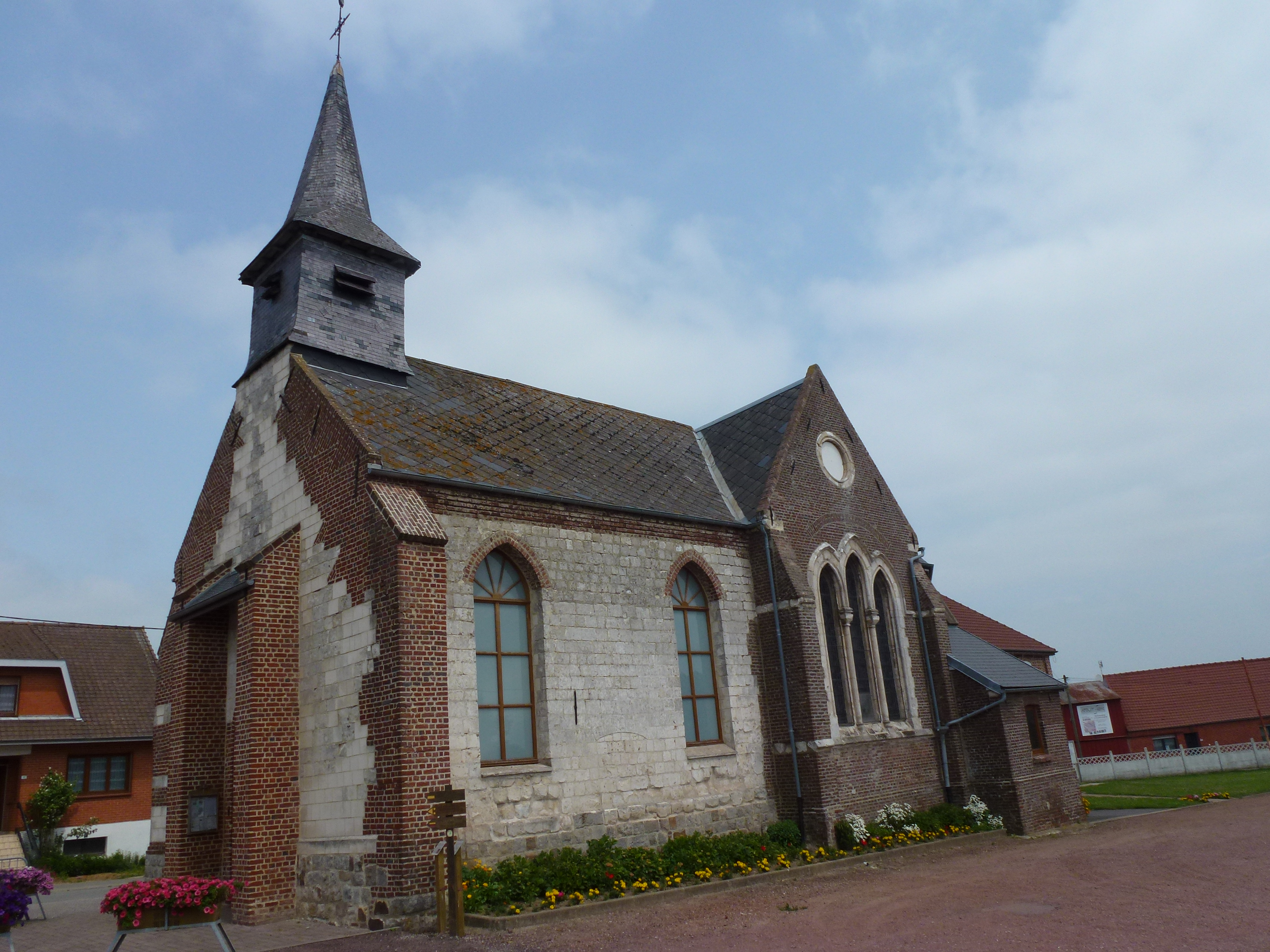
L'église Saint-Maur.

### Lieux et monuments
- L'église Saint-Maur. Foudroyé le 21 avril 2014, son clocher est réparé et un nouveau coq, dénommé « Gaëtan », a été posé à son faite. L'ancienne cloche, dénommée « louise », lourde de 250 kg, sonne toutes les heures dès 7 h le matin ainsi que l'Angélus. Le plafond de l'église reste, en 2016, à réaliser[36].
- Le monument aux morts[45].

### Personnalités liées à la commune
- Claude Mantel (1916-1994), officier de la 13e demi-brigade de Légion étrangère, compagnon de la Libération, né dans la commune.

### Héraldique
| Armes d'Aumerval | Les armes d'Aumerval se blasonnent ainsi : D'argent aux deux huchets contournés de gueules, pavillonnés, enguichés et embouchés de sable soutenus d'un fer à cheval montant de sinople clouté de six pièces d'argent. |

## Pour approfondir